# Wu Jiaduo
Pour les articles homonymes, voir Wu.
Wu Jiaduo est une pongiste allemande d'origine chinoise née le 19 septembre 1977. 
Issue d'une famille chinoise relativement aisée (son père est acteur), Wu Jiaduo se dirige vers le tennis de table dès l'âge de 6 ans. Elle fréquente alors une école de sport jusqu'à ses 19 ans où elle s'oriente vers des études d'économie.
En 1998, elle emménage en Allemagne. Elle évolue alors en première division allemande. En 2005, elle obtient la naturalisation ce qui lui permet de jouer pour l'équipe nationale allemande. En 2006 Elle remporte le championnat d'Allemagne en double en 2006 avec Nicole Struse. En 2007, elle remporte la médaille de bronze par équipe lors des championnats d'Europe. Cette bonne performance lui permet de représenter son nouveau pays lors des Jeux olympiques d'été de 2008 à Pékin. Elle remport en 2012 le Top 12 européen en battant en finale Li Jaio
Elle occupe actuellement la 26e place mondiale. 
Elle remporte à deux reprises la médaille de bronze lors du Top 12 européen en 2008 et 2009, et remporte le titre de championne d'Europe en simple en 2009.